# Jerzy Luczak-Szewczyk
Jerzy Luczak-Szewczyk, född 2 januari 1923 i Lublin i Polen död 12 april 1975 i Örebro, var en polsk-svensk målare, tecknare och skulptör.

## Biografi

### Ung och flykting
Jerzy Luczaks födelsenamn var Wojciech Stanisław Szewczyk. Han föddes i Lublin, Polen och bodde där som barn med sin mor Wincentyna (född Skośkiewicz), sin far Franciszek Szewczyk och med sin syster Janina. Redan som barn var han intresserad av att måla och när familjen i slutet av 1920-talet flyttat till Warszawa, fick han kontakt med en etablerad konstnär som undervisade honom i olika tekniker. Under tonåren började han studera vid konstskolor i Warszawa. Sedan Nazityskland invaderat Polen i september 1939 tvingades han dock avsluta utbildningen då tyska myndigheter tog ut honom till tvångsarbete på våren 1940.
Luczak sändes till Ostpreussen där han först placerades på en bondgård i närheten av staden Angerapp (Ozyorsk, Kaliningrad Oblast) och senare i ett arbetsläger i Allenstein (Olsztyn). Hösten 1943 rymde han därifrån till Warszawa där en släkting gömde honom i en källare. Eftersom han var efterlyst av tyska myndigheter och levde under hotet att avrättas om han påträffades, var han tvungen att anta en ny identitet. Genom kontakter med den polska motståndsrörelsen Armia Krajowa fick han falska handlingar och namnet Jerzy Luczak.
I början av januari 1944 verkställde tysk militär en gaturazzia (polska: Łapanka) i Warszawa. Luczak och andra personer som befann sig på gatan togs till fånga för att transporteras till olika arbetsläger. Luczak sändes till Berlin där han tvingades röja i ruiner efter de allierades bombningar. I februari 1944 beslutades att han skulle förflyttas till Nordnorge, där polska fångar bland annat tvingades utföra vägarbeten. Han ingick i en grupp tvångsarbetare som via Stettin transporterades med båt till Oslo. Vid ankomsten rymde Luczak igen. Av en ren slump fick han hjälp av en person som kontaktade norska motståndsmän (Norsk motstandsbevegelse). De förde honom över gränsen till Sverige natten till den 9 mars 1944.
När Jerzy Luczak-Szewczyk anlänt till Sverige, utredde Statens utlänningskommission hans ärende och placerade honom i Örebro. Där fick han under en period arbete vid Bolling & Co och senare vid Curt Götlins fotofirmor. Samtidigt började han sin yrkesverksamhet som konstnär. Under sina första år i Sverige kunde han dock inte få dokument från Polen som styrkte hans identitet. Därför använde han sitt falska namn Jerzy Luczak som konstnärsnamn. Även sedan han 1954 beviljats svenskt medborgarskap under sitt verkliga födelsenamn, fortsatte han att signera sina verk med J. Luczak. Först vid mitten av 1960-talet började han att signera med båda efternamnen. 1950 gifte Luczak sig med folkskollärarinnan Inga Johansson (1924–2002) i Örebro. Hon vidareutbildade sig och avlade fil. mag.-examen i franska och engelska och undervisade bland annat som adjunkt vid Risbergska skolan i Örebro. Samtidigt arbetade hon som Luczaks sekreterare och bistod honom som översättare av hans korrespondens och i samtal med hans internationella kontakter.

### Karriär och utställningar
Luczak var främst verksam som målare men ägnade sig också åt stuckarbeten, mosaiker och åt att skulptera i trä och gips. Mellan den första utställningen 1946 i Eskilstuna och den sista i Sverige år 1962 i Örebro hade han flera separatutställningar samt deltog i ett antal samlingsutställningar. Därtill utförde han under 1950-talet offentliga utsmyckningsuppdrag av kommunala och privatägda fastigheter, särskilt muralmålningar och reliefer. Några exempel är:
- En relief på Folkets hus i Frövi (1955)
- Fem reliefer på fastigheterna Gärdesgatan 4-12 i Mariestad (1956)[14]
- En relief i Holmens skola (nytt namn 2013: Västra Engelbrektskolan) i Örebro (1957)
- En fontän utanför Sikforsvägen 23 i Hällefors (1960).

I början av sin bana testade Luczak olika bildtekniker. Han utförde såväl trä- och linoleumsnitt, som teckningar, pasteller, akvareller och oljemålningar. Motiven var ofta minnen av krigsupplevelser, stilleben, porträtt och landskap. Resultaten blev skiftande men han fortsatte att arbeta och utvecklas. Framförallt kom han att ägna sig åt oljemåleri. I bilder från 1950-talet, särskilt i hans stadsvyer och landskap, syns att han successivt gick från en Cézanneinspirerad stil till ett allt friare och eget uttryckssätt. 
Resor till kontinenten, till exempel till Tyskland, Frankrike, Belgien och Spanien i början av 1960-talet, ledde till en radikal förändring i Luczaks stil. Från att ha målat med pensel och palettkniv övergick han till att arbeta direkt med händerna på duken. Motiven var fortfarande figurativa kompositioner men från mitten av årtiondet blev de alltmer drömlika. Han skapade nu surrealistiska, expressiva bilder av dramatiska landskap befolkade av fantasifigurer, fiskar och djur. Målningarna var pastost utförda i stort format och ofta i dova färgtoner.
Under resorna i Europa besökte Luczak museer och konstgallerier där han presenterade sig för innehavarna. I samband med en separatutställning på Galerie Bernheim-Jeune i Paris 1965 fick han ett genombrott med god kritik både i fransk och svensk press. Det ledde till fler utställningar till exempel i Paris (Galerie Mouffe 1970), Biarritz (Galerie Vallombreuse 1970) och i London (B. H. Corner Gallery 1971).
Luczak fick ytterligare en större framgång 1970 vid en separatutställning på Galerie Internationale i New York, där han även deltagit i en samlingsutställning 1969. Fortfarande var motiven drömlika scener men Luczak målade vid tiden mer med kontrasterande, klara och nästan lysande färgtoner.
1970 utnämndes Jerzy Luczak-Szewczyk till hedersmedlem med silvermedalj i Accademia Internazionale Tommaso Campanella i Rom. Han är representerad i svenska privata och offentliga samlingar, samt i privata samlingar i Frankrike, Belgien, England, USA och Australien. Jerzy Luczak-Szewczyk dog den 12 april 1975.